# Жената-котка
Жената-котка (на английски: Catwoman) е измислен персонаж от комиксите на ДиСи Комикс. Създадена е от Боб Кейн и Бил Фингър, а първата ѝ поява е в „Батман“ бр. 1 през 1940 г., в който е известна просто като „Котката“. Жената-котка е представяна обикновено като суперзлодей и враг на Батман, но от 90-те години по-скоро играе ролята на антигероиня, отколкото на традиционен злодей. Тя има сложна връзка с Батман и е жената, останала най-трайно в любовния му живот.